# Jan Bamert
Jan Bamert (Zúrich, Suiza, 9 de marzo de 1998) es un futbolista suizo. Su posición es la de defensa y su club es el F. C. Thun de la Challenge League.

## Trayectoria
El 13 de junio de 2022 se anunció su salida del F. C. Sion. Entonces siguió su carrera en el F. C. Thun, equipo con el que firmó hasta 2025 en el mes de agosto.

## Selección nacional

### Participaciones en selección nacional
| Torneo                                                                  | Categoría | Sede    | Resultado    | Partidos | Goles |
| ----------------------------------------------------------------------- | --------- | ------- | ------------ | -------- | ----- |
| Fase de clasificación para el Campeonato Europeo Sub-17 de la UEFA 2015 | Sub-17    | Bélgica | No clasificó | 3        | 0     |
| Fase de clasificación para el Campeonato Europeo de la UEFA Sub-19 2016 | Sub-19    | Rusia   | No clasificó | 2        | 0     |
| Fase de clasificación para el Campeonato Europeo de la UEFA Sub-19 2017 | Sub-19    | Armenia | No clasificó | 3        | 0     |
| Fase de clasificación par la Eurocopa Sub-21 de 2019                    | Sub-21    | Italia  | No clasificó | 3        | 0     |
| Fase de clasificación par la Eurocopa Sub-21 de 2021                    | Sub-21    | Hungría | Clasificó    | 8        | 0     |

## Estadísticas

### Clubes
Actualizado al último partido jugado el 27 de septiembre de 2024.
| Grasshoppers · Suiza | 1.ª           | 2015-16       | 16  | 0 | -  | - | - | - | 16  | 0 | 0    |
| Grasshoppers · Suiza | 1.ª           | 2016-17       | 27  | 1 | 2  | 1 | 5 | 0 | 34  | 2 | 0,06 |
| Grasshoppers · Suiza | Total club    | Total club    | 43  | 1 | 2  | 1 | 5 | 0 | 50  | 2 | 0,04 |
| F. C. Sion · Suiza | 1.ª           | 2017-18       | 21  | 1 | 2  | 0 | - | - | 23  | 1 | 0,04 |
| F. C. Sion · Suiza | 1.ª           | 2018-19       | 12  | 0 | 1  | 0 | - | - | 13  | 0 | 0    |
| F. C. Sion · Suiza | 1.ª           | 2019-20       | 20  | 0 | 2  | 0 | - | - | 22  | 0 | 0    |
| F. C. Sion · Suiza | 1.ª           | 2020-21       | 26  | 2 | 1  | 0 | - | - | 27  | 2 | 0,20 |
| F. C. Sion · Suiza | 1.ª           | 2021-22       | 23  | 1 | 1  | 0 | - | - | 24  | 1 | 0,04 |
| F. C. Sion · Suiza | Total club    | Total club    | 102 | 4 | 7  | 0 | 0 | 0 | 109 | 4 | 0,04 |
| F. C. Thun · Suiza | 2.ª           | 2022-23       | 19  | 1 | 1  | 0 | - | - | 20  | 1 | 0,05 |
| F. C. Thun · Suiza | 2.ª           | 2023-24       | 20  | 1 | 2  | 0 | - | - | 22  | 1 | 0,05 |
| F. C. Thun · Suiza | 2.ª           | 2024-25       | 9   | 1 | -  | - | - | - | 9   | 1 | 0,11 |
| F. C. Thun · Suiza | Total club    | Total club    | 48  | 3 | 3  | 0 | 0 | 0 | 51  | 3 | 0,06 |
| Total carrera | Total carrera | Total carrera | 193 | 8 | 12 | 1 | 5 | 0 | 210 | 9 | 0,04 |
| (1) Incluye datos de Copa Suiza. (2) Incluye datos de Liga Europa de la UEFA. (3) No incluye goles en partidos amistosos. |               |               |     |   |    |   |   |   |     |   |      |